# ¿Por qué no te callas?

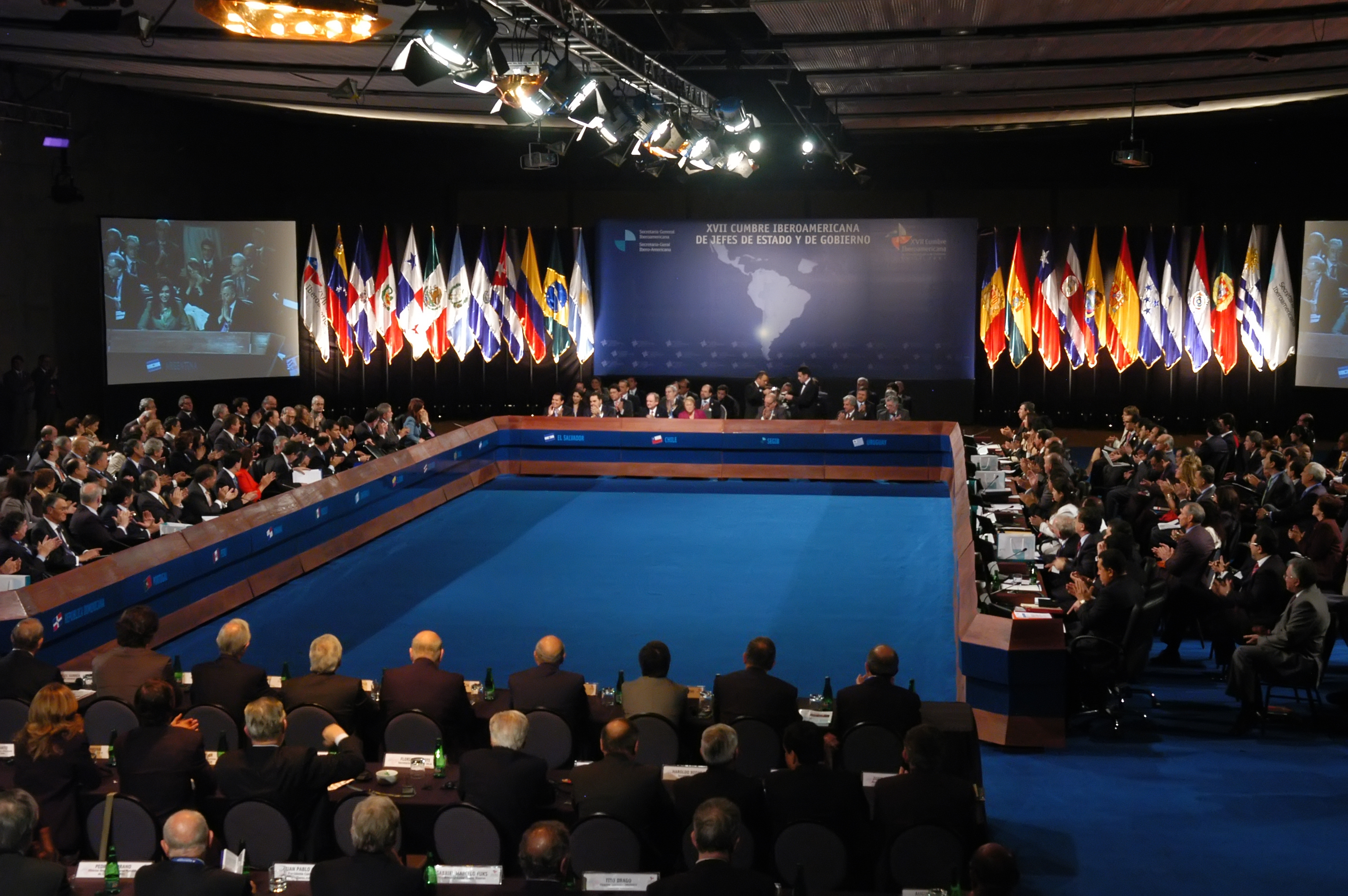
Іберо-американський саміт, під час якого стався інцидент

¿Por qué no te callas? (Пор ке но те кальяс?) (укр. Чому б тобі не замовкнути?) — фраза, з якою король Іспанії Хуан Карлос І звернувся до президента Венесуели Уго Чавеса 10 листопада 2007 на Іберо-американському саміті на вищому рівні. Вислів відразу став справжньою сенсацією в іспаномовному світі, перетворився на мем, з'явився на численних футболках, доменах інтернету, відео та рингтонах мобільних телефонів.

## Обставини інциденту
Інцидент трапився 10 листопада 2007 року під час промови прем'єр-міністра Іспанії Хосе Луїса Сапатеро на Іберо-американському саміті на вищому рівні у Сантьяго, Чилі. Під час промови Сапатеро, Чавес неодноразово намагався його перебити, звинувачував попередній уряд Іспанії у підтримці невдалого перевороту, який тимчасово усунув його від влади у квітні 2002 року. Суперечка досягла такого рівня, що присутній на саміті король Іспанії, Хуан Карлос, не витримав і звернувся до Чавеса із фразою «Чому б тобі не замовкнути?». Спостерігачі відзначили, що така реакція короля була досить незвичною не тільки як для монархів Іспанії, але й інших країн.

## Реакція
Ця фраза короля розтиражована численними відеокліпами та випусками новин блискавично поширилася серед іспаномовного населення планети. Одразу після події з'явилися футболки, статті, плакати, пісні та навіть рингтони для мобільних телефонів з цією фразою. Вже 16 листопада 2007 року інтернет-домен з цією назвою був проданий за 4600 доларів. Тільки в Іспанії близько півмільйона чоловік завантажили цю фразу як сигнал дзвінка для телефонів.
Ця фраза стала популярним мемом не тільки серед молоді, але й серед спортивних коментаторів на телебаченні. 6 грудня 2007 року в Аргентині навіть з'явилася телевізійна передача під назвою: ¿Por qué no te callas?.

## Популярність фрази
Сапатеро сказав, що не усвідомлював, який впливовий момент був, поки він не повернувся додому, а його старша дочка привітала його «¿Por qué no te callas?», що розсмішило їх обох.
Фраза короля набула статусу культового гасла, лунаючи з мобільних телефонів; з'являючись на футболках; використовуючись як привітання. Станом на 16 листопада 2007 року домен porquenotecallas.com на eBay досяг 4600 доларів США. Фраза за одну ніч стала сенсацією YouTube, і пісня була написана в традиційному стилі. Ця фраза породила незліченну кількість медіастатей, жартів, пісень та відеокліпів, і в Іспанії 500 000 людей завантажили цю фразу як мелодію дзвінка, що призвело до продажів 1,5 млн. Євро (2 мільйони доларів США) станом на листопад 2007 р. Станом на 14 листопада 2007 року Google створив 665 000 вебхітів на цій фразі, а на YouTube було створено 610 відео. Підприємці у Флориді та Техасі накладали гасло на футболки та продавали їх на eBay та інших місцях, ця фраза стала привітанням серед експатів Венесуели у Маямі та Іспанії та гаслом для опонентів Чавеса.
Менш ніж через 24 години після події слова короля були використані спортивними коментаторами під час радіопередачі футбольних ігор іспанською мовою для опису суперечливих подій. Конкурс на найкращий аудіовізуальний образ події був оголошений в Іспанії. На редакційній сторінці «Cincinnati Enquirer» висловлюється припущення, що фраза зможе змінити хід історії, як це приписують висловлюванню Рональда Рейгана «Пане Горбачов, зруйнуйте цю стіну!».
Los Angeles Times заявила, що «іспаномовний світ навряд чи може перестати говорити про [інцидент]», який забезпечував «корм для сатириків від Мехіко до Мадрида» [11]. Редактор «Вашингтон Пост» зазначив, що «іспаномовний світ був здивований з приводу [цього] словесного випаду» і припустив, що король Хуан Карлос  «повинен був запитати у зібраних глав держав: «Чому б вам не висловитись?»». Реакція була очевидною у заголовках газет, кабельному телебаченні та на YouTube. Його фраза була відтворена на футболках та мелодіях дзвінка для мобільних телефонів. У Мехіко скандальна фраза стала сатиричною пародією «Чаво з восьмого»[джерело не вказане 870 днів]. У столиці Сальвадору фраза стала жартівливим привітанням. В Австралії газета «Сідней Морнінг Геральд» повідомила, що король міг би заробити багатомільйонний бізнес, якби претендував на права на цю фразу, що породило Бенні Хілл Скетч у шоу-стилі та реклама Nike «Хуан, зроби це. Просто замовкни» із бразильською футбольною зіркою Роналдіньо. CBC News повідомляє, що голос актора був використаний для імітації голосу короля в мелодії дзвінка, щоб уникнути юридичних проблем із використанням цієї фрази, що також призвело до продажу кружок кави.
Протестувальники проти уряду Чавеса прийняли цю фразу як своє гасло; футболки у Венесуелі мали гасло з «ні» великими літерами, що представляло заклик голосувати проти поправок на конституційному референдумі в грудні 2007 року та ця фраза використовувалася як насмішка, коли понад 100 000 людей вийшли на знак протесту проти запропонованих Чавесом конституційних змін.

## Наслідки

### Безпосередні
Через тиждень після події The Wall Street Journal писав, що король Саудівської Аравії Абдулла виголосив другий докір Чавеса від короля за один тиждень, коли він нагадав Чавесу, що нафта не повинна використовуватися як інструмент для конфлікту. Зауваження відбулися через кілька хвилин після того, як Чавес закликав ОПЕК «заявити про себе як про активного політичного агента» на саміті ОПЕК в столиці Саудівської Аравії Ер-Ріяді. У підсумку на саміті ОПЕК Reuters писав, що «король Іспанії не може заткнути Чавеса, але може міхур», і що Чавес сказав натовпу репортерів на саміті ОПЕК: «Якийсь час мені потрібно було йди у ванну, а я збираюся помочитися … Ти хочеш, щоб я помочився на тебе?».
Через два тижні після події президент Чилі Мішель Бачеле заявила, що вона ввічливо попросила Чавеса утриматися від деяких заяв на саміті, відверто вказавши, що вона почувалася «розчарованою» в результаті подальших обговорень на засіданні ОПЕК, враховуючи ефект від того, що ціна нафти на такі країни, як Чилі. Також буквально через кілька тижнів після інциденту Чавеса «звинуватили в порушенні протокольної згоди» з президентом Колумбії Альваро Урібе та «вичерпанні терпіння свого колумбійського колеги, коли він занадто часто виступав поза чергою», офіційно припиняючи посередництво Чавеса в переговорах із заручниками з партизанською групою Колумбійських революційних збройних сил Колумбії (FARC).

### Стійкі
Цю фразу побачили на Чемпіонаті світу з футболу 2010 року, коли іспанський фанат підняв шарф із гаслом. У 2013 році Infobae назвав цей інцидент одним із найбільш відомих, що привернув увагу громадськості в історії Іберо-американського саміту. Entorno Inteligente посилався на цю фразу в 2014 році, віддаючи данину Іспанії за «безсмертний лексикон», і посилаючись на венесуельського політика Ніколаса Мадуро як на ін-мадуро (п'єса іспанського слова незрілий). Іспанська газета 2020 року схарактеризувала цей інцидент як один із 20 найбільш пам'ятних моментів Хуана Карлоса, які виказують по телевізору.
У статті в журналі 2017 року інцидент був використаний як приклад визначення інтенсифікації як «прагматичної стратегії, яка сприяє тому, що риторико-аргументований аспект підсилює сказане або думку доповідача чи когось іншого». Дослідження, опубліковане в 2019 році в журналі Normas про прояв ввічливості мовою, зазначає, що жодна зі сторін не вимірювала вплив їхніх слів під час саміту.